# Napoléon Henri Reber
Napoléon Henri Reber (21. října 1807, Mulhouse – 24. listopadu 1880, Paříž) byl francouzský hudební skladatel.

## Životopis
Studoval u Rejchy a Lesuerura, skládal komorní hudbu, a zhudebnil básně nejlepších francouzských básníků své doby. Stal se profesorem harmonie na pařížské konzervatoři v roce 1851 a byl následníkem Halévyho na místě profesora kompozice v roce 1862. Byl inspektorem konzervatoře od roku 1871 a vystřídal George Onslowa na Académie des beaux-arts v roce 1853.

## Dílo
- balet Le Diable amoureux (1840)

opery
- La Nuit de Noël (1848)
- Le Père Gaillard (1852)
- Les Papillotes de M. Benoist (1853)
- Les Dames capitaines (1857)
- Traité d'harmonie (1862).